# أوليفييه مرلي
أوليفييه مرلي (بالفرنسية: Olivier Merle)‏ هو لاعب اتحاد الرغبي فرنسي، ولد في 14 نوفمبر 1965 في شاماليير ‏ في فرنسا.

## وصلات خارجية
- أوليفييه مرلي على موقع IMDb (الإنجليزية)

- الموقع الرسمي
- أوليفييه مرلي عل موقع إسبنسكروم (الإنجليزية)
- أوليفييه مرلي على موقع ItsRugby.co.uk (الإنجليزية)